# 王云程
王云程（1905年—1969年11月），又名王云成，男，湖北人，中国共产党早期领导人。

## 生平
早年留学莫斯科中山大学学习，1931年回国担任中共中央军委委员、中共中央军事部成员。1931年，任中共江苏省省委书记、中共临时中央政治局委员。1932年，任中华全国总工会执行委员会组织部部长、中国共产主义青年团中央书记。1933年被中统逮捕，随即变节，并供出罗登贤、廖承志等。
王云程因交代出1930年代康生被捕叛变的经过，由康生、中华人民共和国公安部部长谢富治签署命令，于1969年11月被处决。类似被处决者还有卢福坦。